# Végső állomás
A Végső állomás (eredeti cím: Final Destination) 2000-ben bemutatott amerikai természetfeletti horrorfilm, amelyet James Wong rendezett, a forgatókönyvet pedig Wong, Glen Morgan és Jeffrey Reddick írták Reddick története alapján. A film a Végső állomás-filmsorozat első része. A főszerepben Devon Sawa, Ali Larter, Kerr Smith és Tony Todd látható.
Az Amerikai Egyesült Államokban 2000. március 17-én mutatták be, míg Magyarországon 2000. október 19-én a Kinowelt forgalmazásában.

## Rövid történet
Egy tinédzsernek furcsa látomása lesz arról, hogy a Párizsba tartó repülőgép fel fog robbanni. A többi osztálytársával együtt leszáll a gépről, mielőtt a robbanás megtörténne, azonban a halál azoknak az életét veszi célba, akiknek a gépen kellett volna meghalnia.

## Cselekmény
2000. május 13-án Alex Browning középiskolás tanuló az osztálytársaival (Clear Riversszel, Carter Hortonnal, Terry Chaneyvel, Billy Hitchcockkal, Tod Waggnerrel stb.) és tanáraival (Ms. Valerie Lewtonnal és a többiekkel) a Volée Airlines Boeing 747-200-as repülőgéppel a 180-as járattal indul a John Fitzgerald Kennedy nemzetközi repülőtérről a Charles de Gaulle nemzetközi repülőtérre érkezve, Párizsba mennek kirándulni, amikor a fiú látomást lát, amiben a gép a felszállás után felrobban. A látomásban a repülőgép kigyullad és leszakad az egyik fele, ahol Tod ül. A többi társa is meghal, amikor Terry kiesik a gépből, Ms. Lewton székének alja letörik, így ő is kiesik. Billy-t kettévágja a repülőgép egyik része, majd felrobban a repülőgép, amiben még életben volt Clear, Carter és Alex. Alex bepánikol, mikor látomásából magához tér, ezért néhány perccel később öt diáktársával és egy kísérőtanárával együtt leszállítják, ám a repülő a vízió szerint felszállás után felrobban, majd az óceánba zuhan.
Egy hónappal a tragédia után Alex és az általa megmentett hat ember részt vesznek az elhunytak temetésén, aznap este azonban váratlan dolog történik: Alex barátja, Tod (aki szintén leszállt a gépről) egy este "véletlenül" felköti magát saját fürdőszobájukban, méghozzá a kádban. A fiú halálát öngyilkosságnak könyvelik el, azonban nem sokkal később egy újabb leszálló, Terry hal meg: elüti egy busz.
Alex és egyik osztálytársa, Clear, azt gyanítják, a két eset nem véletlen, félelmük pedig beigazolódik: a hullaházban dolgozó férfi, Bludworth elárulja nekik, hogy maga a Halál vadászik rájuk, ugyanis nem lett volna szabad leszállniuk arról a gépről, nekik is meg kellett volna a balesetben halniuk. Alex úgy gondolja, hogy így a tanáruk, Ms. Lewton is veszélyben van. Ms. Lewton éppen bort töltött magának, ám a pohár alja megrepedt és az ital csöpögni kezdett. Amikor a számítógép hátától ki akart volna venni valamit, a bor rácsepegett, ez pedig a belsejébe folyt amitől elkezdett szikrázni és füstölni. Ms. Lewton odament, hogy megnézze mi szikrázik, mikor a számítógép felrobbant és a nyakába repült egy vasdarab. A nő ezt túlélte és a konyha felé vette irányát, de nagyon vérzett. A vérbe esett egy szikra, ami felgyulladt és a borosüvegtől robbant egyet, amitől a nő elesett. A történtek előtt Ms. Lewton egy kendőt tett fel egy késtartóra, amit le akart húzni, hogy megtörölje véres kezét, de a késtartó is leesett és egy nagy kés nem messze a szívétől beleszúródott a mellkasába. Ekkor megérkezett Alex, hogy megmentse a nőt, de egy polc letört, és a rajta lévő olaj robbant egyet, a robbanástól egy szék eldőlt, és egyenesen Ms. Lewtonra esett, amitől a kés beszúródott a szívébe, így meghalt. A ház felrobbant, de Alex már kiment és túlélte.
Alex és Clear elhatározzák, a maradék két túlélővel - Carterrel és Billyvel - felveszik a harcot a Halál ellen, ám mikor Carter megtudja, hogy mivel is állnak szemben, megőrül, és egy vonat elé vezeti a kocsiját, melyben társai is ülnek. A többieknek az utolsó pillanatban végül sikerül kirántaniuk a fiút a vonat által szétroncsolt autóból, ám egy felpattanó vasdarab levágja Billy fejét, aki azonnal meghal.
Míg Carter elválik tőlük, Alex kénytelen Clear vendégházában meghúzni magát az őt kereső ügynökök elől, akik azt hiszik, hogy ő ölte meg a tanárnőjét. A fiú kiszámítja, hogy a Halál olyan sorrendben öli meg áldozatait, mint ahogy azoknak a repülőgépen kellett volna meghalni, így rájön, hogy a következő kiszemelt nem más, mint Clear. Elrohanva a helyszínen megjelenő ügynökök elől, egyenesen barátnője házához siet, ahol Clear már a leszakadt villanypózna elől menekül, autóba ül, ahonnan végül Alex szabadítja ki, ám a gépkocsi a fiú mellett felrobban. A fiú életét veszti, de a rendőrök segítségével újraélesztik.
Fél évvel a történtek után az eseményeket túlélő Alex, Clear és Carter elutaznak Párizsba, ahol egy kávézó asztalánál emlékeznek vissza barátaik halálaira. Egy váratlan pillanatban azonban a mellettük lévő színház omlani kezd, majd Cartert szétzúzza egy leszakadt tábla, amitől meghal. Alexet később egy tégla csapja agyon, így csak Clear éli túl, aki egy elmegyógyintézetbe vonult, hogy védje önmagát a környezetétől (ez nem szerepel a filmben).

## Szereplők
| Szerep             | Színész              | Magyar hang      |
| ------------------ | -------------------- | ---------------- |
| Alex Browning      | Devon Sawa           | Markovics Tamás  |
| Clear Rivers       | Ali Larter           | Zsigmond Tamara  |
| Carter Horton      | Kerr Smith           | Seder Gábor      |
| Ms. Valerie Lewton | Kristen Cloke        | Juhász Judit     |
| Tod Waggner        | Chad Donella         | Seszták Szabolcs |
| Billy Hitchock     | Seann William Scott  | Minárovits Péter |
| Terry Chaney       | Amanda Detmer        | Mezei Kitty      |
| William Bludworth  | Tony Todd            | Koncz Gábor      |
| Schreck ügynök     | Roger Guenveur Smith | Kálid Artúr      |
| Weine ügynök       | Daniel Roebuck       | Mertz Tibor      |

## Bevétel
A filmet 2000. március 17-én mutatták be 2587 moziban az Egyesült Államokban és Kanadában; a nyitóhétvégén 10 015 822 dollárt hozott, átlagosan 3871 dollárt mozinként. A Végső állomás a nyitóhétvégén a 3. helyen végzett az Egyesült Államok bevételi listáján, az Erin Brockovich – Zűrös természet című életrajzi film és a Mars mentőakció című sci-fi mögött. A film a második hétvégén a 3. helyen állt, majd a harmadik hétvégén a 7. helyre csúszott. A következő hétvégéken folyamatosan lefelé zuhant, mígnem a nyolcadik hétvégén lekerült a top 10-es listáról is. A film 22 hétvégén át volt látható a mozikban, utoljára 105 moziban vetítették, és 52 675 dolláros bevételt hozott, ezzel az 56. helyen végzett. A Végső állomás az Egyesült Államokban és Kanadában 53 331 147 dolláros bevételt hozott a teljes vetítéseken, a többi területen pedig 59 549 147 dollárt gyűjtött, így nemzetközileg összesen 112 880 294 dolláros bevételt ért el.

## Kapcsolódó filmek
A filmnek további négy folytatása készült: Végső állomás 2. (2003), Végső állomás 3. (2006), Végső állomás 4. (2009) és Végső állomás 5. (2011) Végső állomás: Vérvonalak (2025)